# Religioni in Somalia
La religione più diffusa in Somalia è l'islam. Secondo una stima del 2010 del Pew Research Center, i musulmani sono il 99,8% della popolazione e sono in maggioranza sunniti, mentre lo 0,2% della popolazione segue altre religioni (fra cui il cristianesimo) o non segue alcuna religione. Una stima del 2020 dell'Association of Religion Data Archives (ARDA) dà i musulmani al 99,8% circa della popolazione, mentre lo 0,07% della popolazione segue le religioni africane tradizionali; i cristiani sono lo 0,03% della popolazione, lo 0,08% della popolazione segue altre religioni e lo 0,02% circa della popolazione non segue alcuna religione. Le religioni non musulmane sono seguite principalmente dai lavoratori stranieri residenti in Somalia, che provengono principalmente dai Paesi dell'Africa orientale.
La costituzione federale provvisoria della Somalia specifica che l'islam è la religione di stato e stabilisce che tutte le leggi devono essere conformi ai principi della sharia. La costituzione concede ai cittadini il diritto di praticare la propria religione, ma vieta la propagazione di qualsiasi religione diversa dall'islam. La costituzione non vieta espressamente ai musulmani di convertirsi ad altre religioni, ma nella pratica ci si richiama alla sharia per vietare le conversioni dall'islam ad altre religioni. La libertà di religione prevista dalla costituzione incontra in pratica molte limitazioni, perché la maggior parte del Paese oltre la capitale Mogadiscio rimane fuori dal controllo del governo federale. Le amministrazioni degli Stati membri federali governano le loro rispettive giurisdizioni attraverso la legislazione locale, ma non le controllano completamente. In molte zone operano gruppi terroristici salafiti come Al-Shabaab, che tentano d'imporre una visione rigorosa della legge islamica e ciò limita parecchio la libertà religiosa, perché molte persone vengono intimorite.

## Religioni presenti

### Islam
La maggioranza dei musulmani somali è sunnita e segue la corrente sciafeita; è presente una piccola minoranza di sciiti e di seguaci del sufismo.

## Religioni africane
Le religioni indigene tradizionali basate sull'animismo vengono seguite da una parte della popolazione bantu che pur essendo musulmana mantiene anche alcune credenze tradizionali, come la fede nel potere degli spiriti.

### Altre religioni
In Somalia sono presenti piccoli gruppi di seguaci dell'ebraismo, del bahaismo, dell'induismo e del buddhismo.